# Amelia Bence
Amelia Bence, pseudònim de María Batvinik (Buenos Aires, 13 de novembre de 1914 - ibídem, 8 de febrer de 2016), va ser una actriu argentina, filla d'immigrants jueus originaris de Belarús.
Va iniciar la seva carrera a primerenca edat després de ser alumna de Alfonsina Storni a l'Teatro Infantil Lavardén i de Mecha Quintana al Conservatori Nacional de Música i Declamació.
El seu debut cinematogràfic es va produir en un dels primers films sonors argentins, Dancing (1933), de Luis Moglia Barth.
La seva participació a La guerra gaucha (1942), una de les pel·lícules més importants de la història del cinema argentí, li va donar reconeixement i va començar a ser sol·licitada per a papers protagonistes gràcies a la seva fotogènia i estil interpretatiu.
Va formar part de la denominada «època d'or» del cinema argentí i va ser així com va encapçalar Los ojos más lindos del mundo (1943), títol a la que se la continua associant, Todo un hombre, Camino del infierno (1946), A sangre fría (1947), La otra y yo (1949) i Danza del fuego.
Va ser dirigida en diverses ocasions per Daniel Tinayre i Luis Saslavsky, i va obtenir el premi a la millor actriu de l'Associació de Cronistes Cinematogràfics i l'Acadèmia d'Arts i Ciències Cinematogràfiques de l'Argentina en múltiples ocasions al llarg dels anys de 1940 i 1950.
Entre 1952 i 1954, Bence va filmar dues pel·lícules en Mèxic contractada per Reforma Films i, al seu retorn, va ser summament elogiada pel seu paper protagonista a Alfonsina (1957), que va ser triada representant de l'Argentina al Festival Internacional de Cinema de Berlín.
A més d'encapçalar una pel·lícula en Espanya, va desenvolupar una extensa carrera teatral en els anys de 1960, protagonitzant obres com La dama del trébol, Así es la vida, Maribel y la extraña familia i El proceso de Mary Duggan. Des de 1973 a 1976, finalitzada una llarga gira pe Hispanoamèrica, va ser convocada per a actuar en el Gramercy Arts Theater de Nova York amb La valija, que li va valer el premi ACE a la Millor Actriu Estrangera.
Les seves representacions de Doña Rosita la soltera (1975) i La loba (1982) als Estats Units i el Perú van ser molt reeixides. Durant l'última etapa de la seva carrera, va intervenir amb major freqüència en televisió, en cicles com Romina, Bianca o Las 24 horas.
En 1989 va rebre el premi Còndor de Plata a la Trajectòria i va obtenir el premi Podestá en la mateixa rúbrica en 1992. Des de 1996, es va presentar en diversos teatres amb el seu unipersonal Alfonsina, on intercalava música i poesia, fins que els problemes de salut la van allunyar de l'activitat artística en 2010.

## Filmografia
| A Argentina: - El día que cambió la historia (2010) - La ciudad de dos hombres (1981) - Adiós, Alejandra (1973) - Los debutantes en el amor (1969) - La industria del matrimonio (1964) - La cigarra no es un bicho (1963) - Dos basuras (1958) - Alfonsina (1957) - El hombre que debía una muerte (1955) - La Parda Flora (1952) - Mi mujer está loca (1952) - Romance en tres noches (1950) - Danza del fuego (1949) - La otra y yo (1949) - La dama del collar (1948) - El pecado de Julia (1947) - A sangre fría (1947) - Lauracha (1946) - María Rosa (1946) - Las tres ratas (1946) | - Camino del infierno (1946) - 24 horas en la vida de una mujer (1944) - Nuestra Natacha (1944) - Todo un hombre (1943) - Los ojos más lindos del mundo (1943) - Son cartas de amor (1943) - La guerra gaucha (1942) - Cruza (1942) - En el viejo Buenos Aires (1942) - El tercer beso (1942) - Novios para las muchachas (1941) - El haragán de la familia (1940) - El matrero (1939) - Hermanos (1939) - Los caranchos de la Florida (1938) - La vuelta al nido (1938) - Adiós Buenos Aires (1938) - El forastero (1937) - La fuga (1937) - Dancing (1933) |

A Mèxic:
- Las tres Elenas (1954)
- Siete mujeres (1953)
- La casa de los cuervos (1941)

A Espanya:
- De espaldas a la puerta (1959)